# Dirk Boest Gips
Dirk Boest Gips (Dordrecht, 18 juli 1864 – Den Haag, 11 november 1920) was een Nederlands sportschutter.
Hij nam deel aan de Olympische Zomerspelen in 1900 waar hij met het Nederlands team (dat verder bestond uit Henrik Sillem, Antoine Bouwens, Solko van den Bergh en Anthony Sweijs) de bronzen medaille won op het onderdeel militair pistool. Hij scoorde de meeste punten voor het team.
Lang stond hij in de officiële statistieken geregistreerd als Gerardus van Haan of Gerardus van Loon totdat Ton Bijkerk in 2000 een artikel publiceerde waarin de identiteit van de schutter vast kwam te staan.